# Monestir de San Xoán de Caaveiro

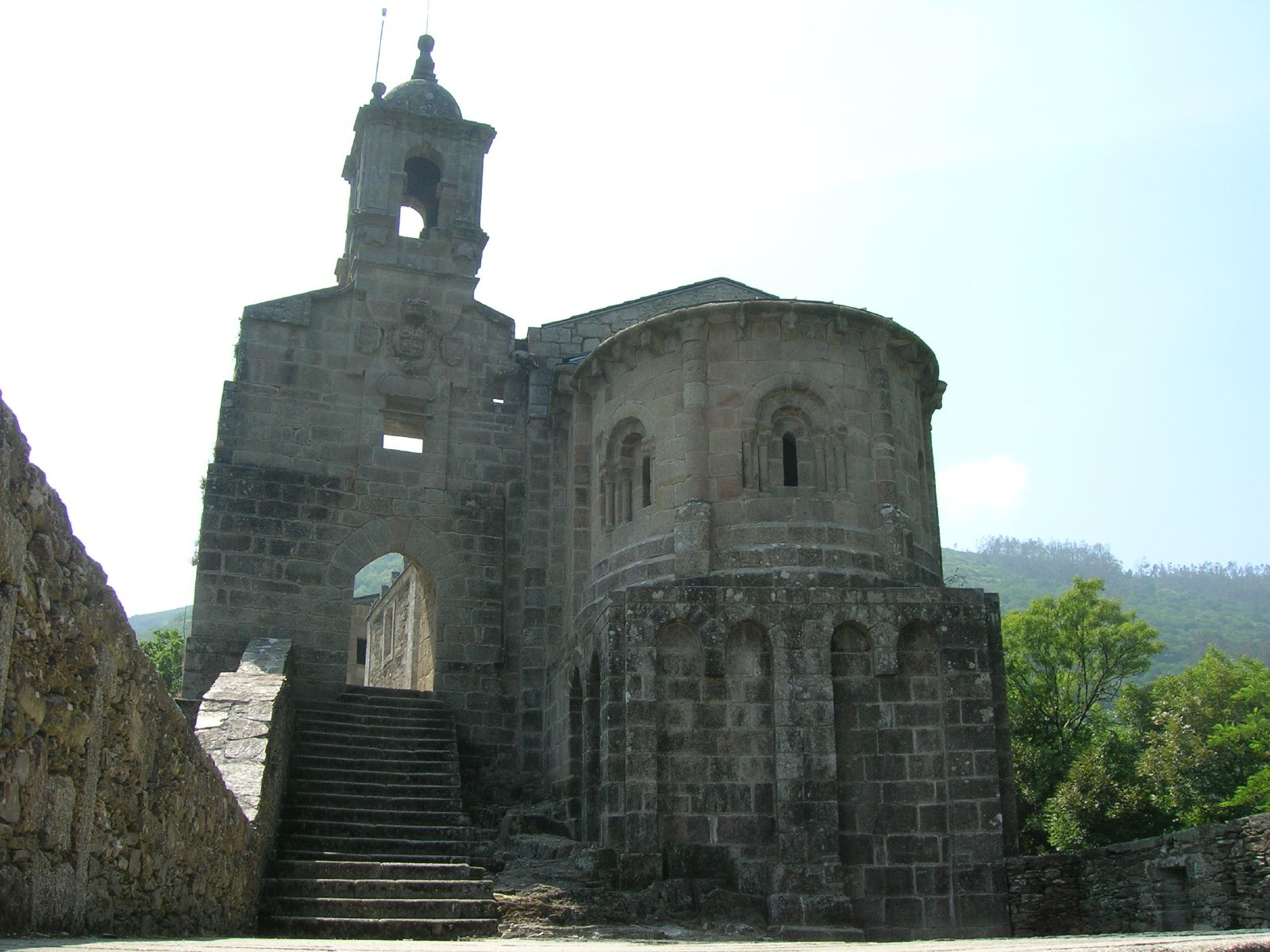
Monestir de San Xoán de Caaveiro

El monestir de San Xoán de Caaveiro és un monestir que es va establir l'any 934 a les fragues de l'Eume (província de La Corunya), Galícia, per acollir els nombrosos anacoretes que vivien dispersos a la zona. Però, aviat, importants donacions de sant Rossend engrandiren el patrimoni del monestir, que va rebre la major part de les terres cultivables existents a la dreta del riu Eume i li concediren jurisdicció sobre viles i feligresies, tot eximint-lo de l'autoritat de l'arquebisbat de Santiago de Compostel·la.
El cenobi obtingué així un gran poder, i aconseguí la seva església la categoria de Reial Col·legiata (amb sis canonges), que conservà fins a finals del segle xviii, època en què, després de restar abandonat el cenobi, quedà a cura d'un masover i inicià així la seva decadència i deteriorament. Acabant el segle xix, Pío García Espinosa, que havia comprat bona part de les terres que envolten el monestir, aconseguí una autorització de l'arquebisbe de Santiago per restaurar-lo. Enderrocà, per emprendre la restauració, la casa davantera i l'església prioral, edificà un pavelló emmerletat i reconstruí la capella de Sta. Isabel.
Les restes més antigues són del segle xii, i en destaca l'església que s'aixeca sobre un monticle molt escarpat, que va obligar els constructors a salvar els desnivells del terreny per mitjà d'alts murs amb contraforts i estances subterrànies. Del temple romànic, se'n conserva en bon estat la capçalera i bona part de la nau. Queda també en peus un bell campanar barroc del segle xviii, obra de l'escola de Simón Rodríguez. La casa dels canonges i les cuines del monestir també es conserven acceptablement.
El conjunt va ser declarat el 1975 Monument Historicoartístic per la seva importància arquitectònica.